# (28) Bel·lona
(28) Bel·lona és un gran asteroide del cinturó d'asteroides. Bellona fou descobert per en R. Luther l'1 de març del 1854. Fou anomenat així per Bel·lona, la deessa romana de la guerra; el nom fou triat per indicar l'inici de la Guerra de Crimea.